# Atlant Moskovskaja Oblast'
L'Atlant Moskovskaja Oblast' (in russo Атлант Московская область?) è una squadra di hockey su ghiaccio russa di Mytišči che gioca nel massimo campionato europeo, la KHL.

## Storia
La squadra fu fondata il 20 dicembre 1953, con l'allora nome di Khimik che ha conservato sino al 2008 (anno in cui è nata la KHL). La squadra all'epoca si trovava nella cittadina di Voskresensk ed ebbe un successo immediato, successo che gli permise di giocare fin dagli albori della sua storia nel Campionato sovietico di hockey su ghiaccio: in soli tre anni infatti, la squadra, guidata dal giocatore-allenatore Nikolaj Epstein riuscì ad entrare nel massimo campionato russo. La squadra riuscì a piazzarsi al terzo posto per tre volte tra il 1965 e il 1984, nel 1989, sotto la guida dell'head coach Vladimir Vasil'ev, addirittura al secondo posto, un risultato importante per una squadra di una piccola città. Molti giocatori cresciuti nel vivaio del Chimik in quegli anni riuscirono ad emergere, tra i quali Igor' Larionov e Valerij Kamenskij che vinceranno anche la Stanley Cup.
Nella primavera del 1998, in concomitanza col 45º anniversario dalla fondazione, lo status della squadra viene cambiato: ora la squadra non rappresenta più solo la piccola città di Voskresensk, ma tutta l'omonima Regione. Durante la stagione 2005-06 invece, la squadra si trasferì da Voskresensk a Mytišči, rimanendo comunque all'interno dell'Oblast' di Mosca. A Voskresensk rimase invece il Chimik Voskresensk. A seguito di ciò, il team ha cambiato nome in Atlant, proprio prima della sua inclusione nella Kontinental Hockey League, Lega nata nel 2008. Il nuovo logo del team presenta l'effigie di un cane pastore dell'Asia centrale.
Nella stagione 2010/11 ha perso la finale playoff della KHL giocata contro il Salavat Julaev Ufa.

## Arena
L'Atlant Moskovskaja Oblast' disputa le partite casalinghe alla Mytišči Arena (in russo Арена Мытищи?) che si trova a Mytišči, 5 km da Mosca. L'arena, costruita nel 2006, ha una capienza di 7 000 persone. Assieme alla Megasport Arena, nel 2007 ospitò il Campionato mondiale di hockey su ghiaccio. Dal 2009 al 2011 ha ospitato il KHL Junior Draft.

## Giocatori

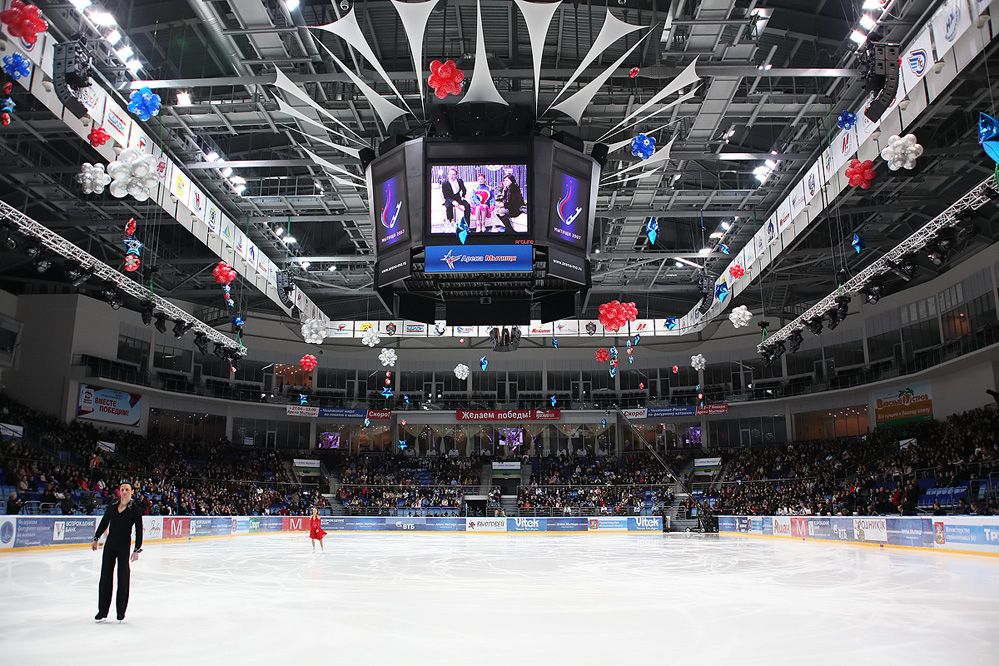
L'interno della Mytišči Arena

### Ex giocatori famosi
- Igor' Larionov
- Andrej Lomakin
- Valerij Zelepukin
- Valerij Kamenskij
- Roman Oksjuta
- Dmitrij Kvartal'nov
- Aleksandr Ragulin
- Sergej Berezin
- Andrej Markov
- Vjačeslav Kozlov
- Vladimir Nazarov
- Jurij Ljapkin
- Vladimir Golikov
- Aleksandr Golikov
- Viktor Krutov
- Il'ja Koval'čuk

## Palmarès

### Competizioni nazionali
- Western Conference: 1

2010-2011

### Competizioni internazionali
- Pajulahti Cup: 1

2007